# ソニックブラストヒーローズ

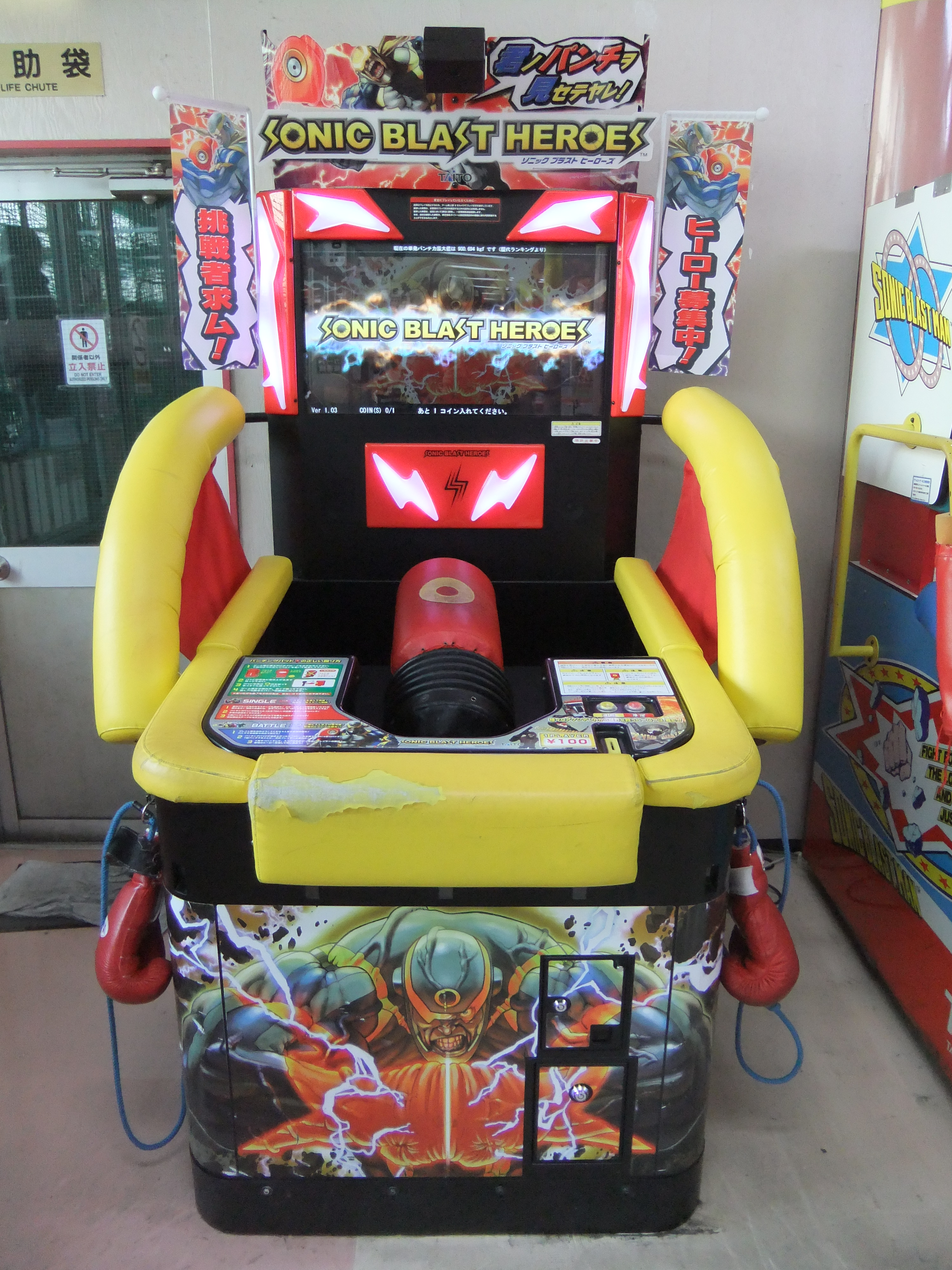
ソニックブラストヒーローズ筐体

『ソニックブラストヒーローズ』（国内原題：Sonic Blast Heroes、海外英題：Real Puncher 2）とは、タイトーが2011年に販売したゲームセンター向けの体感ゲーム機で、『ソニックブラストマン』を題材としたパンチングマシンの最新作である。
なおここでは2012年にバージョンアップ版として販売された『ソニックブラストヒーローズダッシュ』についても記述する。

## 概要
ソニックブラストマンが主人公のパンチングマシンとしては3作目、タイトーが発売するパンチングマシンとしては『ハードパンチャー はじめの一歩』以来10年ぶりの5作目となる。本作では従来から問題視され続けてきた安全性を追求し、最新の技術を搭載することでプレイヤーが安心して爽快感を楽しむことのできる作りとなっている。

## 特徴
本作ではタイトーが発売したパンチングマシンの前作『ハードパンチャー はじめの一歩』の基本的な機能を引き継ぎつつ、主人公にソニックブラストマンを起用し、かつて発売した『ソニックブラストマン』の各ステージでの名場面等を高画質のCGを使いリメイクしたものとなっている。

### 前作から継承した基本的な機能
- 助走防止センサーの設置
- 高得点者はスコアランキングに名前を残せる
- 4人対戦ができる（ここで出したスコアはランキングには残せない）

### プレイヤーの安全性を守る仕組み

#### 不正行為防止カメラの搭載
本作では融合技術研究所が開発した「CHLAC異常検知システム」を搭載し、筐体上部に設置した不正行為防止カメラによって、プレイヤーの行動を動画撮影し、監視している。
スコアの無効化（０表示）
次のようなプレイをした場合、不正行為防止カメラが画像認識で不正と検知し、「異常な行動を検知しました」と警告し、再度殴り直しとなるが、それでも改めなかった場合は「記録を無効にします」という表示とともに、記録された結果を０にする。
- プレイヤーがストレートパンチ以外の方法で殴った場合（蹴りや道具を使ったプレイ、ラリアートなど）ただし、ストレートでパンチをしたつもりが、俗にいう、個人の癖のあるパンチとしてストレートと認められないという不備もある。
- 筐体に必要以上に触れたり、細工しようとした場合
- プレイ時に勢いあまって筐体にもたれかかってしまった場合

プレイ履歴の保存
本作ではプレイヤーのプレイシーンを動画で保存することができ、最大4500発分（1500プレイ）まで記録することができる。

#### メンテナンス時期の自動告知
本作ではプレイヤーが安全にプレイできるように、グローブやパッド、筐体を守るプロテクターなどの消耗品の交換時期を、プレイ回数に応じて自動でアナウンスして告知してくれる仕組みが搭載されている。
- 交換目安である1万プレイ目前の9500プレイ時点で告知
- 1万プレイ時点で一時動作が停止
- 3か月ごとに起動開始時にメンテナンス告知画面の表示

#### グローブの変更
プレイヤーがプレイする際に装着するボクシンググローブのうち、従来品では保護することのできなかった、手首の保護ができるマジックテープのついたクッション性の高いタイプの物へと変更された。

#### プレイ規約の自由閲覧
デモ画面で「決定」ボタンを押すと、プレイに対する規約を自由に閲覧することができる。プレイヤーはこの規約に同意したことを前提にゲームが開始する。

### スコアに関する仕組み
平均値・月間順位の追加
前作『ハードパンチャー はじめの一歩』では単発の本日順位と歴代順位、3発合計値の本日順位と歴代順位がゲーム終了後やデモ画面にて表示されていたほか、プレイ時のパンチ力表示の際に本日順位と歴代順位がリアルタイムに表示されていた。本作ではプレイ時のパンチ力表示の際のリアルタイムでの順位表示は廃止されたほか、新たに月間順位と月間平均値が登場し、本日順位、歴代順位とともに表示されるようになった。表示方法は、従来のデモ画面で一定の時間が経つと流れるほか、デモ画面上部に常時スクロールで流れている。またゲーム終了後には、プレイヤーのパンチ力の相対的な位置が、棒グラフによって表示されるほか、プレイヤーのパンチ力に応じて歴代順位、月間順位、本日順位のうち、ランキング入りに該当するいずれかが表示されるようになった。
スコアの自由閲覧ができなくなる
前作ではデモ画面で、「選択」ボタンを押すことで、自由にスコアランキングを閲覧することができたが、本作ではこれができなくなっている。スコアランキングを閲覧するには、デモ画面である一定の時間を待ち続けるか、実際にプレイして高得点を出さないと見られない仕組みとなっている。なお本作でも、ハイスコアを出した場合には、アルファベット3文字で名前と記録を残すことができるほか、記録達成日も同時に保存される。

### 5つのステージ

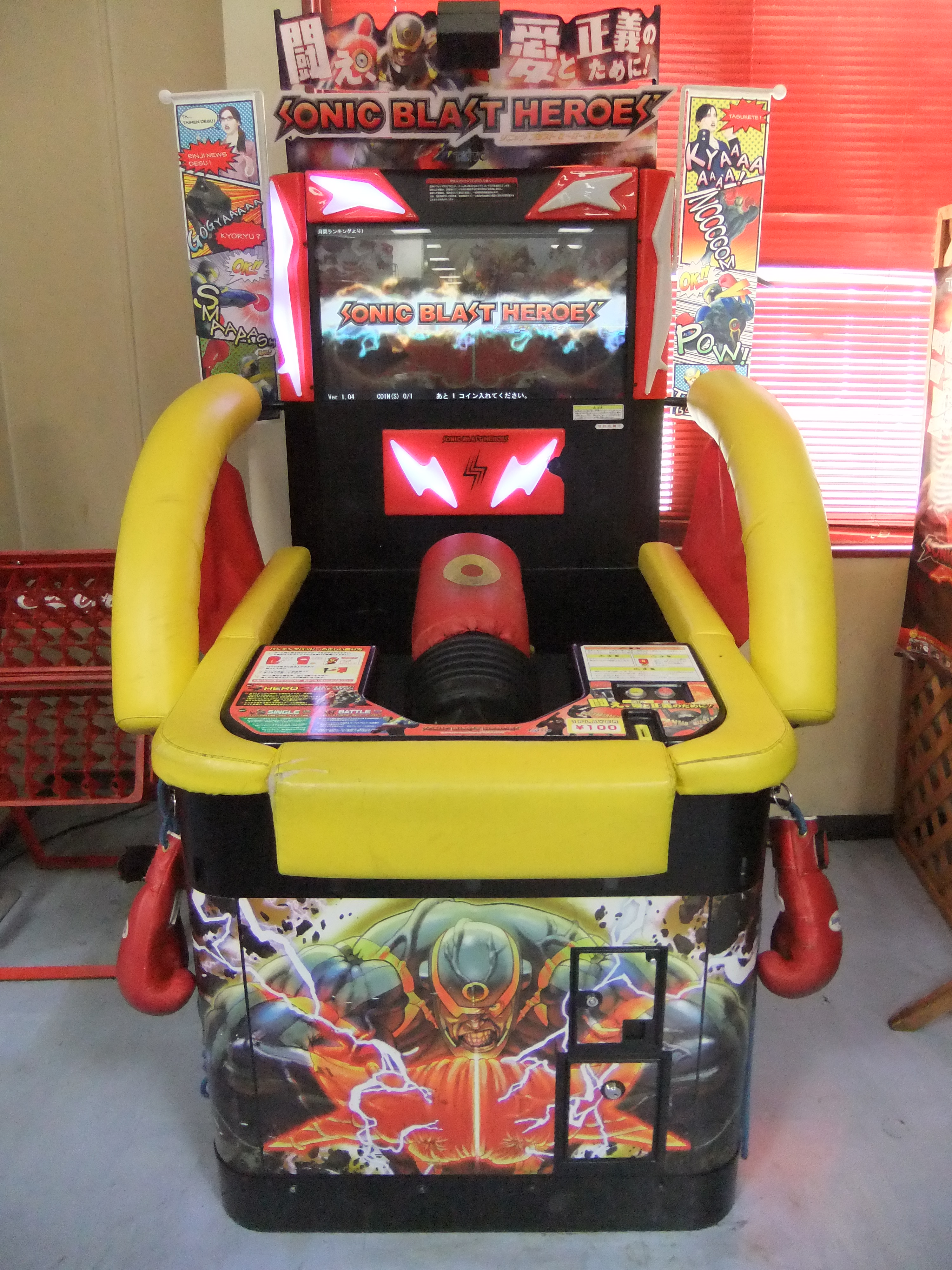
ソニックブラストヒーローズダッシュ筐体

本作でプレイヤーが選択することのできるステージは、タイトーのパンチングマシーン第1作『ソニックブラストマン』で登場したステージと、本作より登場のオリジナルなものを合わせた5つより構成されている。ただしステージ3のみは完全にオリジナルなものへと変わっている。ステージ1は、旧作では女性を襲う、モヒカン頭の賊だった。ステージ2は、旧作ではベビーカーとの接触を回避する内容が含まれていた。また、ステージ4のターゲットは、旧作では巨大な蟹だったが、今作ではクラーケンに変更されている（以上3点の変更理由は不明）。
- ステージ1「銃を突きつけ現金を要求する銀行強盗!」
- ステージ2「猛スピードで暴走するトレーラー!」
- ステージ3「太古より復元された恐竜!」
- ステージ4「洋上を襲う巨大海棲生物!」
- ステージ5「地球に迫り来る隕石!」

クリアノルマ
シングルモードの各ステージクリアノルマは以下の通り。
| 難易度       | EASY        | NORMAL  | HARD     | VERY HARD | Sonic Blastman |
| ------------ | ----------- | ------- | -------- | --------- | -------------- |
| ステージ     | BANK ROBBER | TRAILER | DINOSAUR | KRAKEN    | METEOR         |
| クリアノルマ | 120         | 300     | 450      | 600       | 750            |

## ソニックブラストヒーローズダッシュ
ゲーム概要、および基本システムは『ソニックブラストヒーローズ』（以下、前作）も『ソニックブラストヒーローズダッシュ』も共通だが、細かい部分でいくつか変更点がある。

### ヒーローズモードの搭載
前作を含め、従来のストーリーに沿ったパンチングマシンでは、3発殴った合計値がクリアに必要な所定のノルマ値を超えるとステージクリアとなっていた。本作ではこれに加え、1発のスコアが所定のノルマ値を超えるとステージクリアとなるモードが登場した。このゲームは全5ステージ存在し、ステージ5に到達できれば所定の代金で5発殴れるが、ステージ1で失敗すると所定の代金で1発しか殴れない。その為、最低でもステージ2をクリアできる実力がないと損をしてしまう。
クリアノルマ
ヒーローズモードのクリアノルマは、シングルモードのクリアノルマを3で割った数値となっている。
コンティニュー
ステージをクリアできなかった場合は、もう一度クレジットを入れることで、再度途中のステージから挑戦できる。ただしステージ5をクリアすると無条件でプレイ終了となる。

### デモ画面の変更点
本作ではデモ画面でヒーローズモードの説明も流れるため、前作に比べてデモ画面で流れる映像が長くなっている。また前作ではニュースキャスターの背景が青色なのに対し、本作ではオレンジ色へと変更している。

### スコア保存の変更点
本作ではヒーローズモードがあるため、3発合計値の保存は、本日・月間・歴代全てなくなり、単発記録のみが保存されるようになった。デモ画面でも単発記録のみが流れる。

### 筐体装飾の変更点
前作と本作では共通の筐体を使用しているが、モニター画面上部の装飾が異なっており、掲げられている旗も異なっている。